# Dreireihensatz
Der Dreireihensatz, manchmal auch als kolmogoroffscher Dreireihensatz (englisch Kolmogorov’s three-series theorem) oder als Dreireihenkriterium (englisch three-series criterion) bezeichnet, ist ein mathematischer Lehrsatz auf dem Gebiet der Wahrscheinlichkeitsrechnung, welcher auf eine Arbeit der beiden russischen Mathematiker Alexander Jakowlewitsch Khintchine und Andrei Nikolajewitsch Kolmogoroff aus dem Jahre 1925 zurückgeht. Der Satz behandelt die Frage, unter welchen Bedingungen eine aus stochastisch unabhängigen reellen Zufallsvariablen gebildete Reihe fast sicher konvergiert, und führt diese Frage auf das Konvergenzverhalten dreier zugehöriger Reihen reeller Größen zurück. Er steht in engem Zusammenhang mit dem Starken Gesetz der großen Zahlen.

## Formulierung des Satzes
Der Satz lässt sich in moderner Formulierung angeben wie folgt:
Gegeben seien ein Wahrscheinlichkeitsraum {\displaystyle (\Omega ,{\mathcal {A}},\operatorname {P} )} und darauf eine Folge {\displaystyle X_{n}\colon (\Omega ,{\mathcal {A}},\operatorname {P} )\to \mathbb {R} \;(n\in \mathbb {N} )} von stochastisch unabhängigen Zufallsvariablen.
Dann gilt: 
Dann und nur dann ist die Reihe {\displaystyle \sum _{n=1}^{\infty }{X_{n}}}   fast sicher konvergent,
 wenn eine   reelle Zahl {\displaystyle K>0}   existiert derart, dass die drei dazu gebildeten Reihen
(1) {\displaystyle \sum _{n=1}^{\infty }{\operatorname {P} {\bigl (}|X_{n}|>K{\bigr )}}}
(2) {\displaystyle \sum _{n=1}^{\infty }{\operatorname {E} (Y_{n})}}
(3) {\displaystyle \sum _{n=1}^{\infty }{\operatorname {Var} (Y_{n})}}
in {\displaystyle \mathbb {R} } konvergieren, wobei die Folge der Zufallsvariablen {\displaystyle Y_{n}\colon (\Omega ,{\mathcal {A}},\operatorname {P} )\to \mathbb {R} \;(n\in \mathbb {N} )} gebildet wird, indem für   {\displaystyle n\in \mathbb {N} }
{\displaystyle Y_{n}(\omega )={\begin{cases}X_{n}(\omega ),&{\text{falls }}|X_{n}(\omega )|\leq K,\\0&{\text{falls }}X_{n}(\omega )>K\end{cases}}}
gesetzt wird.

## Anmerkung
Der Dreireihensatz lässt sich unter anderem – wie viele Sätze im Umfeld des Gesetzes der Großen Zahlen – ausdehnen auf den Fall der Familien unabhängiger Pettis-integrierbarer Zufallsvariablen mit Werten in einem separablen Hilbertraum. Dabei tritt an die Stelle der obigen Betragsfunktion die durch das Skalarprodukt des Hilbertraums auf diesem erzeugte Norm. Einzelheiten hierzu findet man in der Monographie von Vakhania, Tarieladze und Chobanyan.

## Anwendung
Aus dem Dreireihensatz folgt die Konvergenz der zufälligen harmonischen Reihe.